# Julio Peña Fernández
Julio Peña Fernández (San Sebastián, Guipúzcoa; 15 de julio de 2000) es un actor y cantante español. Es conocido principalmente por interpretar a Manuel Gutiérrez en la serie Bia de Disney Channel Latinoamérica, a Roi en la serie Berlín de Netflix España y a Ares Hidalgo en la trilogía de películas de Netflix A través de mi ventana, A través del mar y A través de tu mirada.

## Biografía
Julio Peña Fernández nació en San Sebastián en el año 2000, aunque creció en Madrid, donde asistió a cursos y talleres de actuación en distintas academias. Tiene una hermana y dos hermanastros, uno por parte de la pareja de su padre y otra por la pareja de su madre.

## Carrera
Desde el año 2012 ha formado parte de varias obras de teatro, como: The Nightmare Before Christmas (2012), Miles gloriosus (2013), Spamalot (2014), Mamma Mia! (2015) y Los Pelópidas (2016), además de protagonizar los musicales Alicia en el país de las maravillas (2017), Corpse Bride (2018), Moulin Rouge! (2018), Hairspray (2019), Chicago (2021), Los productores (2022) y Rock of Ages (2023) en el Teatro Arcadia.
En 2018 fue seleccionado para coprotagonizar junto a Isabela Souza la serie original de Disney Channel Latinoamérica Bia, en el papel de Manuel Gutiérrez Quemola. Consiguió el papel cuando estaba en la Escuela de teatro Jana de Madrid y los productores de la serie fueron a realizar un casting para seleccionar al protagonista, aunque al principio se mostró reticente a realizarlo, le contrataron tras pasar las pruebas definitivas, mudándose a Buenos Aires, donde la serie fue producida. La serie contó con dos temporadas en 2019 y 2020. Gracias a su interpretación, ha sido nominado a los Kids' Choice Awards México en 2020 como Actor favorito de televisión, a los Premios Lo más escuchado en 2021 como actor del año y a los SEC Awards en Brasil como Mejor actor en serie adolescente.
En enero de 2021 se incorporó a la serie de Televisión Española Acacias 38, donde interpretó a Guillermo Sacristán hasta el fin de la misma en mayo de ese año. Ese mismo año participó de dos obras de teatro: la obra musical Something Rotten!, traducida al castellano por Marcos Árbex y estrenada en el Teatro Arapiles de Madrid, y la obra Embrague, escrita por Raúl Barranco y dirigida por Jacobo Muñoz.
En febrero de 2021 participó en el especial de televisión de Disney+, Bia: un mundo al revés, el cual fue filmado en 2019 y funcionó como un cierre de la serie luego de dos temporadas. En septiembre de 2021 participó en el video musical de la canción «Berlín» de Aitana, interpretando al interés amoroso de Aitana, Miguel.
En 2022 interpretó al protagonista masculino, Ares Hidalgo, en la película original de Netflix A través de mi ventana, basada en la novela superventas de la escritora venezolana Ariana Godoy. En junio de 2023, repitió el papel de Ares Hidalgo en A través del mar, la secuela de A través de mi ventana, también estrenada por Netflix. En 2024 protagonizó la última película de la trilogía, titulada A través de tu mirada, estrenada el 23 de febrero de 2024.
En diciembre de 2023 además fue parte del elenco protagonista de la serie Berlín, spin-off de la serie La casa de papel, ambas de Netflix. Allí compartió pantalla con Pedro Alonso, Begoña Vargas y Michelle Jenner, entre otros. Poco después de su estreno, se confirmó una segunda temporada para la serie.
Alejandro Amenábar escogió a Peña para protagonizar su próxima película, titulada El cautivo, donde interpreta a Miguel de Cervantes, y que tiene pendiente su estreno para 2025.

## Filmografía
| Año  | Título                 | Rol                 | Notas                |
| ---- | ---------------------- | ------------------- | -------------------- |
| 2022 | A través de mi ventana | Ares Hidalgo        |                      |
| 2023 | A través del mar       | Ares Hidalgo        |                      |
| 2024 | A través de tu mirada  | Ares Hidalgo        |                      |
| 2025 | El cautivo             | Miguel de Cervantes | Pendiente de estreno |

| Año       | Título                 | Rol                 | Notas                          |
| --------- | ---------------------- | ------------------- | ------------------------------ |
| 2019–2020 | Bia                    | Manuel Gutiérrez    | Protagonista                   |
| 2021      | Bia: un mundo al revés | Manuel Gutiérrez    | Especial web                   |
| 2021      | Acacias 38             | Guillermo Sacristán | Elenco principal (temporada 7) |
| 2023      | Berlín                 | Roi                 | Elenco principal               |

| Año  | Título   | Artista |
| ---- | -------- | ------- |
| 2021 | «Berlín» | Aitana  |

## Discografía
Bandas sonoras
- Así yo soy (2019)
- Si vuelvo a nacer (2019)
- Grita (2020)
- Bia: un mundo al revés (2021)

## Premios y nominaciones
| Año  | Premio                                 | Categoría                        | Título                 | Resultado | Ref.   |
| ---- | -------------------------------------- | -------------------------------- | ---------------------- | --------- | ------ |
| 2020 | Nickelodeon Kids' Choice Awards México | Actor favorito                   | Bia                    | Nominado  | [ 25 ] |
| 2021 | Premios Lo más escuchado               | Actor del año                    | Bia                    | Nominado  | [ 26 ] |
| 2021 | SEC Awards                             | Mejor actor en serie adolescente | Bia                    | Ganador   | [ 27 ] |
| 2021 | Nickelodeon Kids' Choice Awards México | Actor favorito                   | Bia: un mundo al revés | Nominado  | [ 28 ] |